# Sibalom
Sibalom es un municipio filipino de segunda clase, perteneciente a la provincia de Antique, en las Bisayas Occidentales.

## Toponimia
El lugar puede aparecer referido con las grafías «Sibalom» y «Sibalon».

## Historia
Hacia mediados del siglo XIX, el lugar tenía contabilizada una población de 13 292 habitantes. Aparece descrito en el segundo volumen del Diccionario geográfico, estadístico, histórico de las Islas Filipinas (1851) de Manuel Buzeta Núñez y Felipe Bravo con las siguientes palabras:

SIBALON: pueblo con cura y gobernadorcillo en la isla de Panay, prov. de Antique, dióc. de Cebú, sit. en los 125° 51' long., 10° 58' lat., en terr. llano y distante de la mar; está cercado de montes que abundan de escelentes maderas y de sibucao ó palo tinto, del que hacen gran comercio, abunda tambien de mimbres, de cañas, búfalos y otros animales silvestres; su clima es bastante cálido. El caserío de este pueblo es en general de sencilla construccion distinguiéndose como mas notables la de comunidad y la parroquial con su iglesia, servida por un cura regular. Prod. arroz, maiz, cacao, tabaco, café, algodon, caña dulce, legumbres y frutas. Ind. los naturales de este pueblo se ocupan en la fabricacion de cal, y en los tegidos de algodon y abacá. pobl. almas 13,292: trib. 2,787.
(Buzeta y Bravo, 1851, pp. 426-427)

En 2020, tenía censados 63 833 habitantes.